# Nudelman N-37
O N-37 é um poderoso canhão automático aéreo de 37 mm (1.46 in) usado pela União Soviética. Ele foi desenhado por V. Ya. Nemenov da A.E. Nudelman OKB-16 para substituir o Nudelman-Suranov NS-37 usado na Segunda Guerra Mundial, entrando em serviço em 1946. Ele era 30% mais leve que seu predecessor com o custo de 23% menor em velocidade de saída.
O N-37 era uma arma de grande porte que disparava projéteis grandes (735 g/26 oz HEI-T, 760 g/27 oz AP-T). A velocidade de saída ainda era considerável, mas sua taxa de disparo era de apenas 400 disparos por minuto. A arma possuía recuo considerável e os gases expelidos eram problemáticos para turbojatos de caças.
Ele foi utilizado no MiG-9, MiG-15, MiG-17, em alguns primeiros MiG-19, Yakovlev Yak-25 e em outros. A produção continuou até final dos anos de 1950.

## Variantes

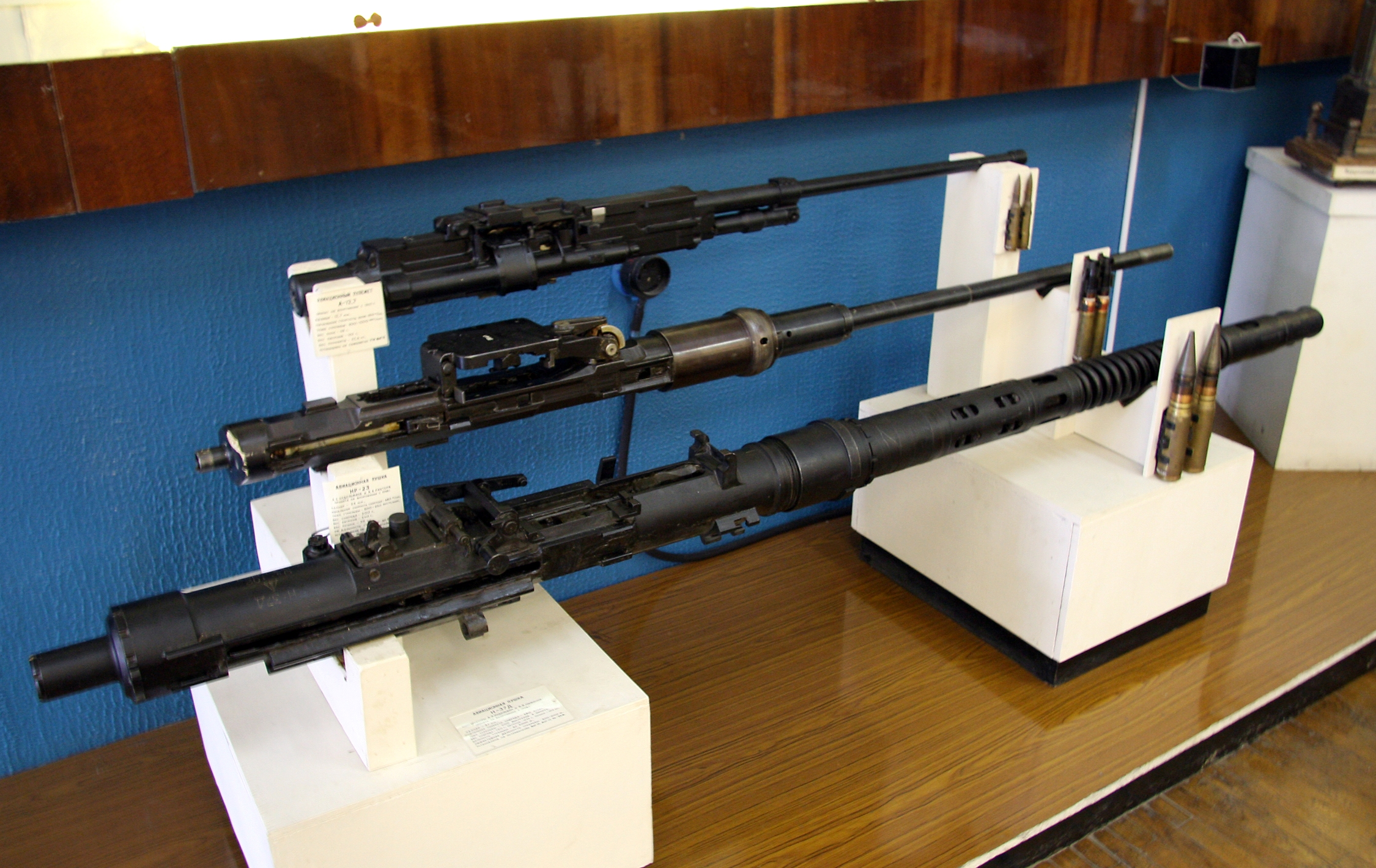
N-37D na frente

N-37versão básica sem mecanismo de frenagem.
N-37DN-37 com frenagem.
N-37LN-37 com barril de 1950mm (sem mecanismo de frenagem).
NN-37Versão melhorada do N-37L desenvolvido durante o final dos anos de 1950 para a aeronave de reconhecimento Yak-277. O NN-37 difere do N-37L  por ter um acelerador de recuo, o que aumento a taxa de disparo para 600-700rpm. O mecanismo de alimentação de munição foi redesenhado para essa versão.

## Produção
Os arquivos soviético apontam para os seguintes número de produção por ano:
- 1947 — 518
- 1948 — 508
- 1949 — 1,314
- 1950 — 3,043
- 1951 — 3,885
- 1952 — 4,433
- 1953 — 4,600
- 1954 — 1,700
- 1956 — 285

## Armas comparáveis
- Canhão M4